# Nokia 5.1
Nokia 5.1是HMD Global在2018年8月所发布的一款运行Android 8.1操作系统，采用联发科Helio P18处理器的诺基亚品牌中端智能手机。 

## 规格

### 硬件
Nokia 5.1由联发科Helio P18中央处理器驱动，分四种规格：2GB RAM + 16GB ROM、2GB RAM + 32GB ROM、3GB RAM + 16GB ROM、3GB RAM + 32GB ROM。除了内存和存储空间外，其他硬件参数没有差异。
显示面板为5.5英寸18.7：9FHD+ IPS液晶屏，分辨率为18：9。第三代康宁大猩猩玻璃屏。
后置摄像头1600万像素，前置摄像头为800万像素。

### 软件
这款手机搭载了Android 8.1操作系统，并且其开发商HMD承诺Nokia 5.1提供两年系统更新和三年安全补丁更新。